# Провинции Боливии

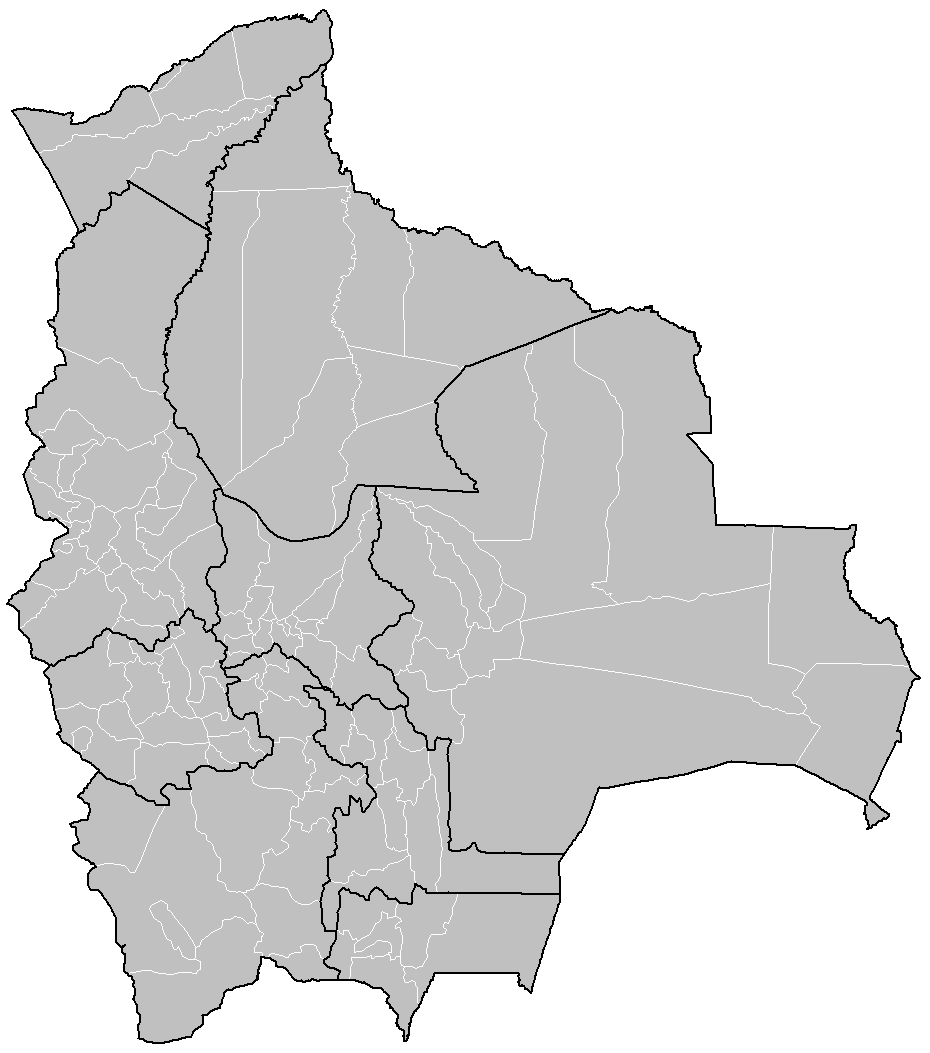
Карта департаментов и провинций Боливии.

Многонациональное государство Боливия состоит из девяти департаментов. Департаменты — административно-территориальные единицы 1-го уровня. Каждый из департаментов затем делится на провинции. Во всей стране расположено 112 провинций.
Провинции затем делятся на муниципалитеты. В Боливии есть 337 муниципалитетов, которые управляются алькальдами и муниципальными советами. Муниципалитеты, в свою очередь, делятся на кантоны.

## Список провинций
Жирным шрифтом отмечается административный центр как провинции, так и департамента.

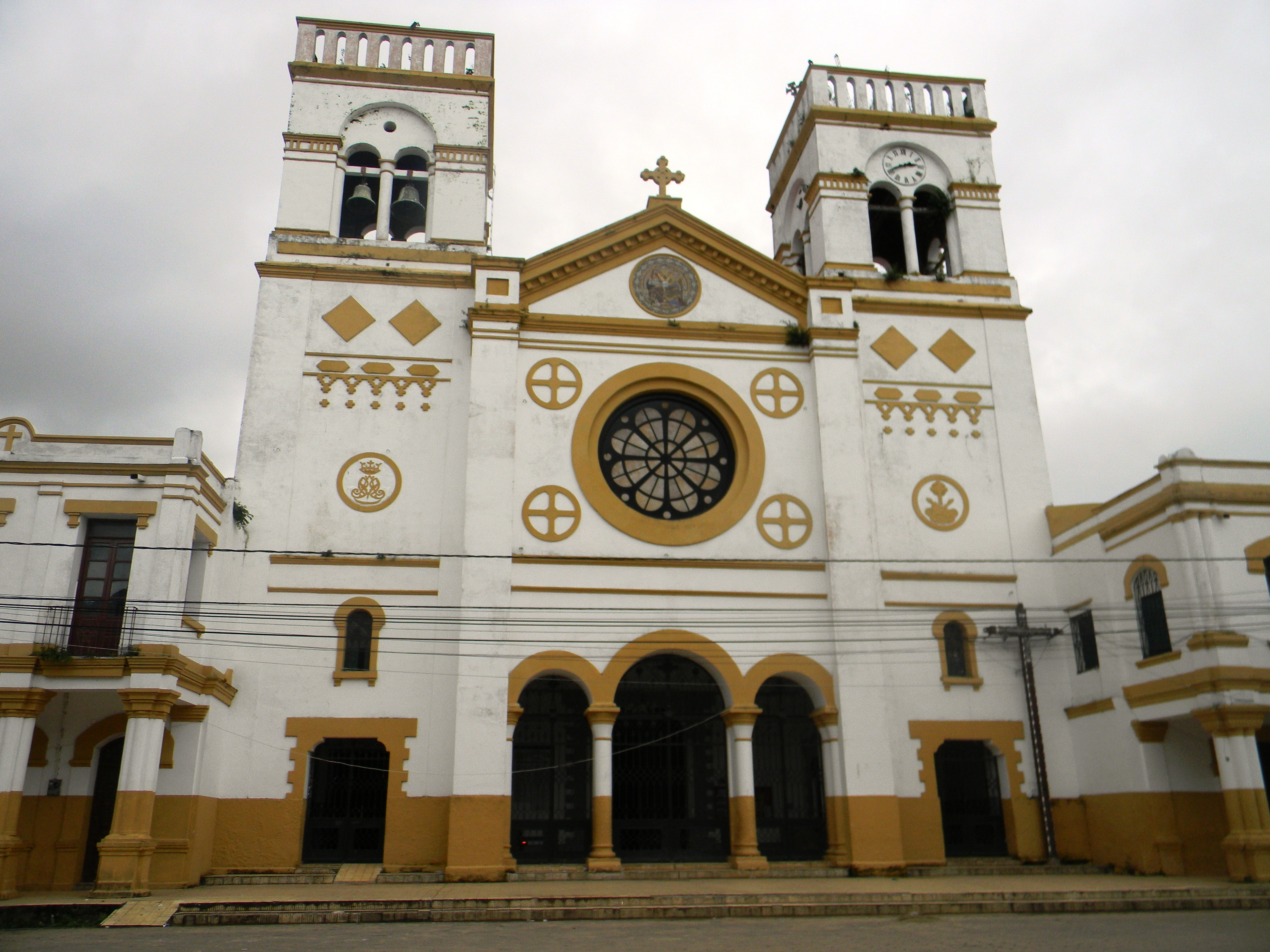
Собор Святейшей Троицы в Тринидаде

### Департамент Бени
- Вака-Диес (адм. центр — Риберальта)
- Итенес (адм. центр — Магдалена)
- Маморе (адм. центр — Сан-Хоакин)
- Марбан (адм. центр — Лорето)
- Мохос (адм. центр — Сан-Игнасио-де-Мохос)
- Серкадо (адм. центр — Тринидад)
- Хосе-Бальивиан (адм. центр — Рейес)

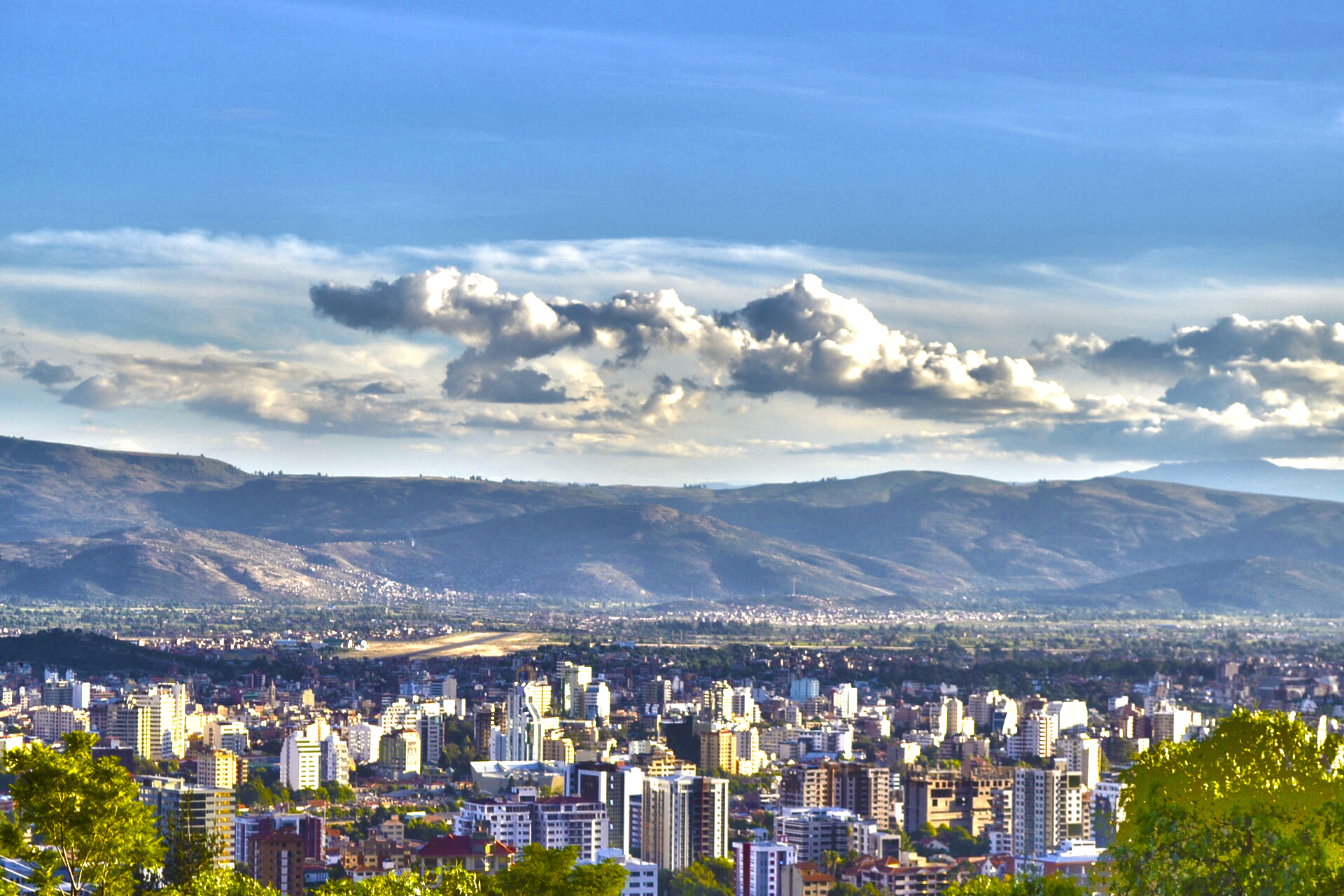
Город Кочабамба

### Департамент Кочабамба
- Айопая (адм. центр — Айопая)
- Арани (адм. центр — Арани)
- Арке (адм. центр — Арке)
- Боливар (адм. центр — Боливар)
- Герман-Хордан (адм. центр — Клиса)
- Капинота (адм. центр — Капинота)
- Карраско (адм. центр — Тотора)
- Кильякольо (адм. центр — Кильякольо)
- Мискуэ (адм. центр — Мискуэ)Вилья-Тунари, провинция Чапаре

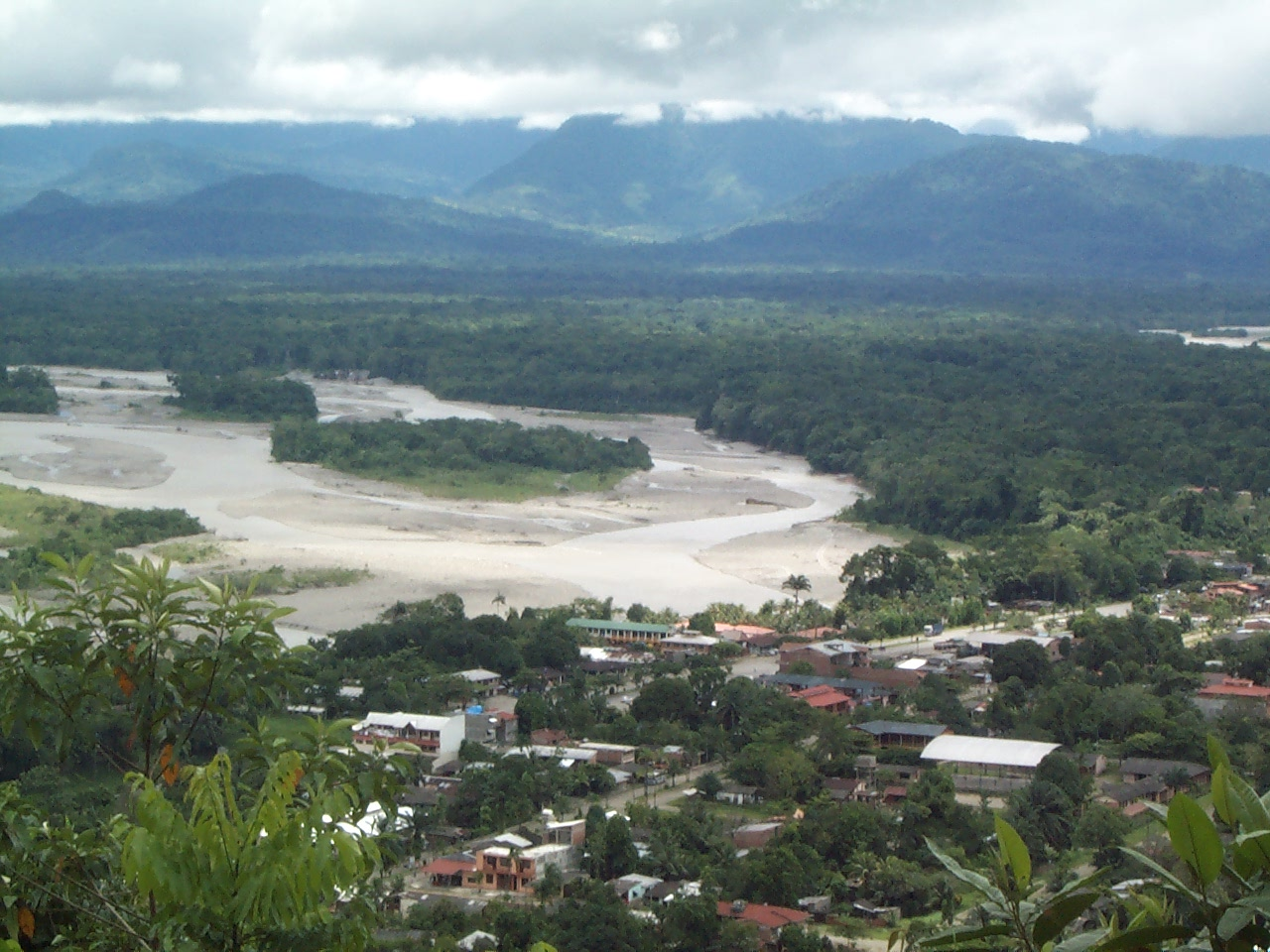
Вилья-Тунари, провинция Чапаре

- Нарсисо-Камперо (адм. центр — Аикиле)
- Пуната (адм. центр — Пуната)
- Серкадо (адм. центр — Кочабамба)
- Тапакари (адм. центр — Тапакари)
- Тиракуэ (адм. центр — Тиракуэ)
- Чапаре (адм. центр — Сакаба)
- Эстебан-Арсе (адм. центр — Тарата)

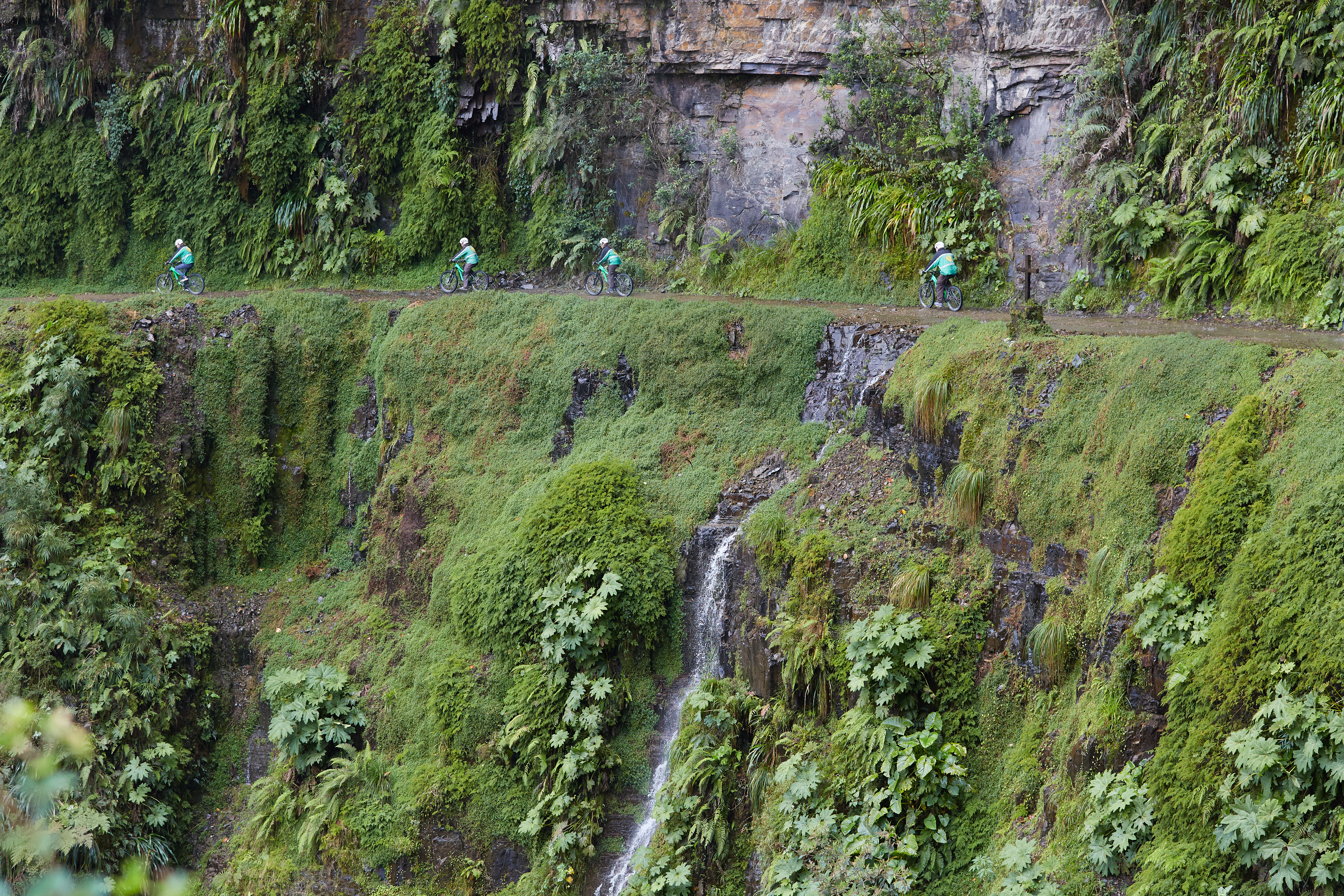
Дорога Смерти в департаменте Ла-Пас

### Департамент Ла-Пас
- Абель-Итурральде (адм. центр — Ихиамас)
- Арома (адм. центр — Сика-Сика)
- Баутиста-Сааведра (адм. центр — Чарасани)
- Гуальберто-Вильярроэль (адм. центр — Сан-Педро-Курауара-де-Карангас)
- Ингави (адм. центр — Вьяча)
- Инкисиви (адм. центр — Инкисиви)
- Каранави (адм. центр — Каранави)
- Ларекаха (адм. центр — Сората)
- Лоайза (адм. центр — Лурибай)
- Лос-Андес (адм. центр — Пукарани)
- Манко-Капак (адм. центр — Копакабана)
- Муньекас (адм. центр — Чума)Ла-Пас в зимнее время
- Омасуйос (адм. центр — Ачакачи)
- Пакахес (адм. центр — Коро-Коро)

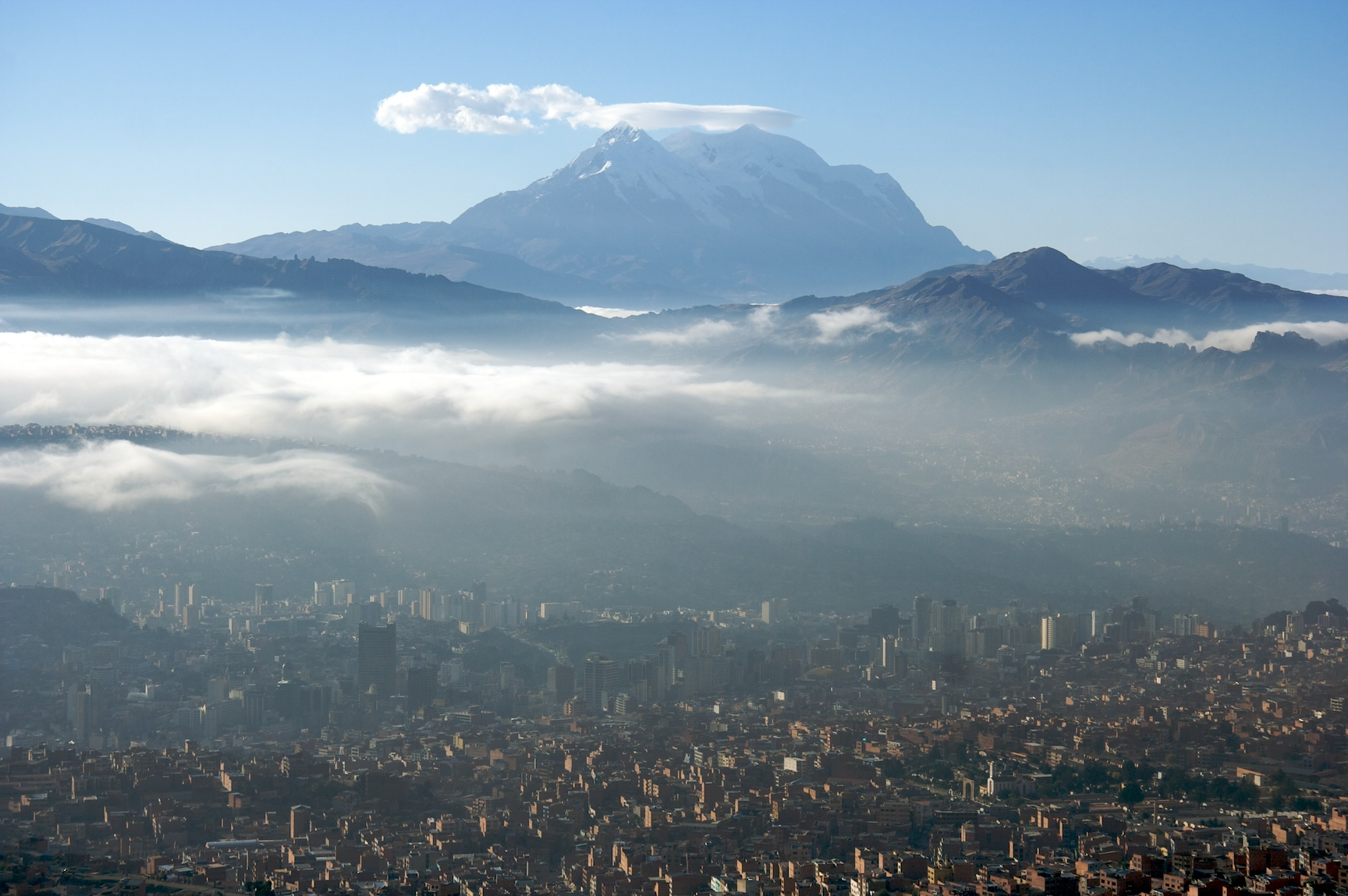
Ла-Пас в зимнее время

- Педро-Доминго-Мурильо (адм. центр — Палька)
- Северный Юнгас (адм. центр — Коройко)
- Франц-Тамайо (адм. центр — Аполо)
- Хосе-Мануэль-Пандо (адм. центр — Сантьяго-де-Мачака)
- Элиодоро-Камачо (адм. центр — Пуэрто-Акоста)
- Южный Юнгас (адм. центр — Чулумани)

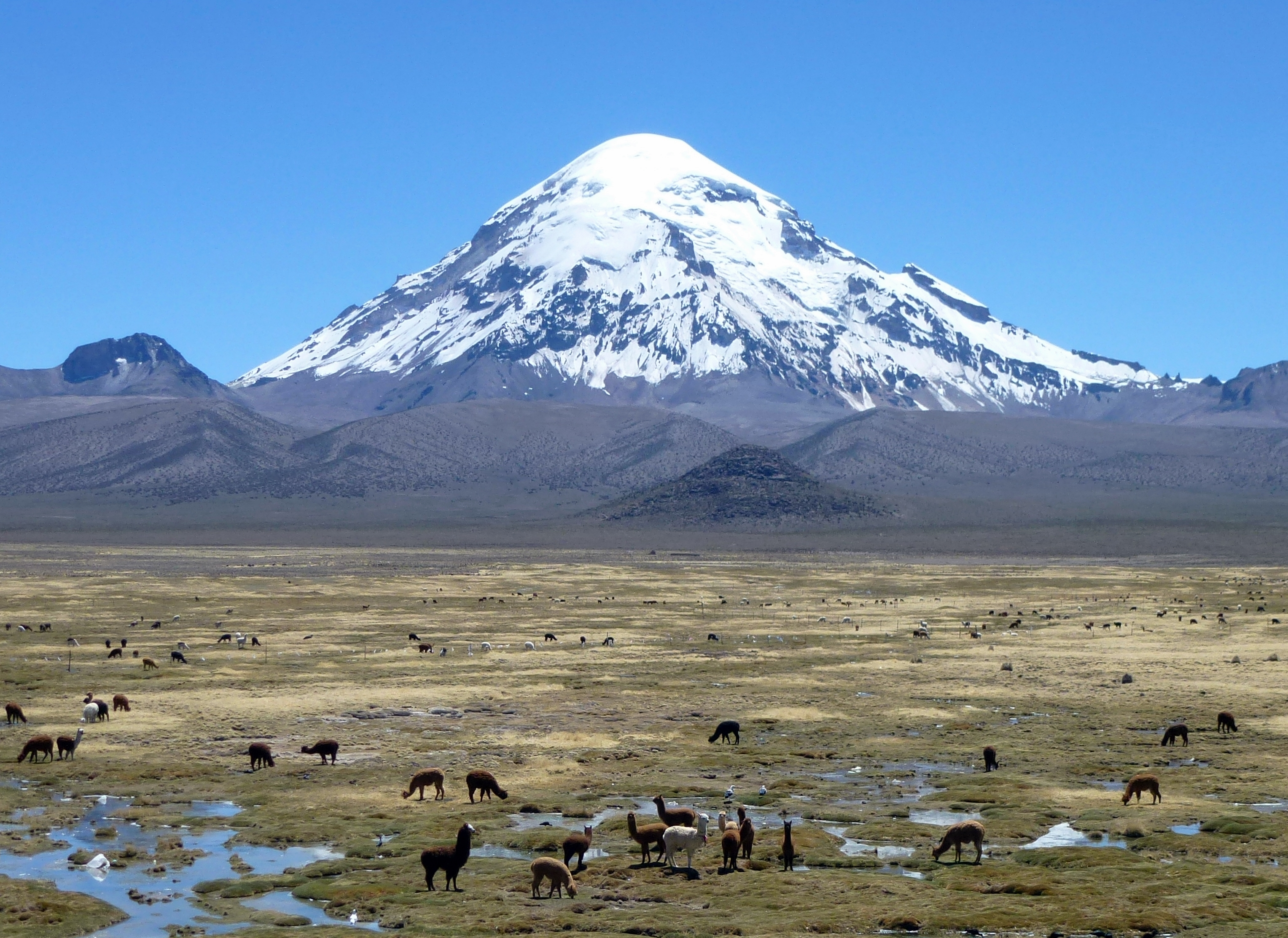
Национальный парк Сахама

### Департамент Оруро
- Карангас (адм. центр — Корке)
- Ладислао-Кабрера (адм. центр — Салинас-де-Гарси-Мендоса)
- Литорал (адм. центр — Уачакалья)
- Панталеон-Даленсе (адм. центр — Уануни)
- Поопо (адм. центр — Поопо)
- Пуэрто-де-Мехильонес (адм. центр — Ла-Ривера)
- Сабая (адм. центр — Сабая)
- Сан-Педро-де-Тотора (адм. центр — Тотора)
- Саукари (адм. центр — Толедо)
- Сахама (адм. центр — Курауара-де-Карангас)
- Себастьян-Пагадор (адм. центр — Сантьяго-де-Уари)
- Северный Карангас (адм. центр — Уайльямарка)Вид на город Оруро
- Серкадо (адм. центр — Оруро)

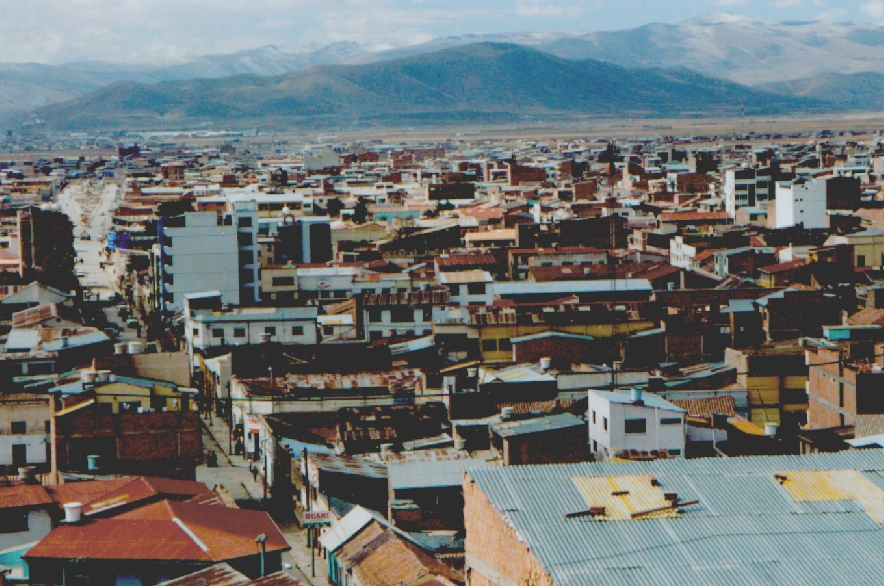
Вид на город Оруро

- Томас-Баррон (адм. центр — Эукалиптус)
- Эдуардо-Авароа (адм. центр — Чальяпата)
- Южный Карангас (адм. центр — Андамарка)

### Департамент Пандо
- Абуна (адм. центр — Санта-Роза-дель-Абуна)
- Мадре-де-Дьос (адм. центр — Пуэрто-Гонсало-Морено)
- Манурипи (адм. центр — Пуэрто-Рико)
- Николас-Суарес (адм. центр — Кобиха)
- Федерико-Роман (адм. центр — Нуэво-Эсперанса)

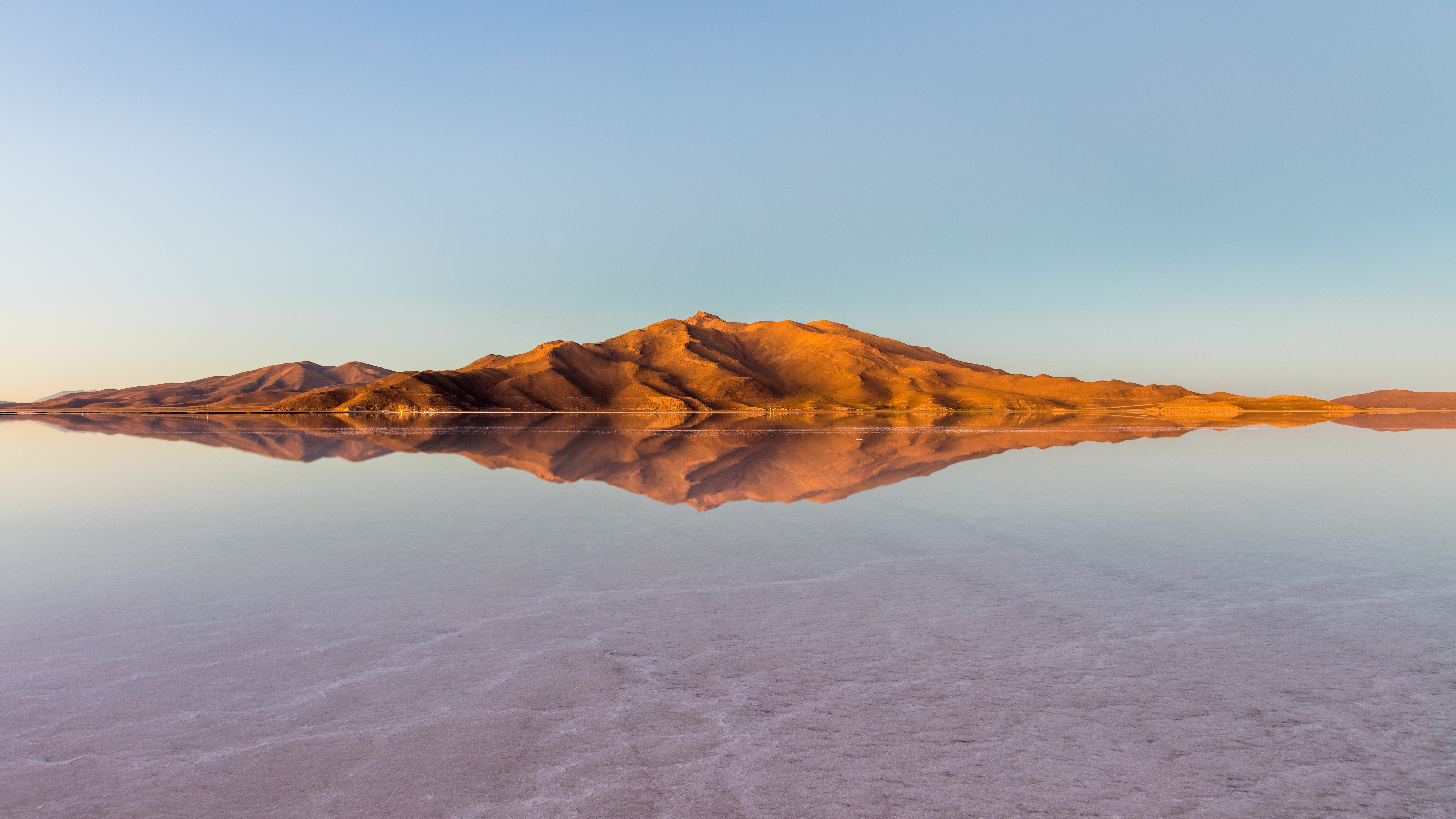
Солончак Уюни, «визитная карточка» Боливии

### Департамент Потоси
- Алонсо-де-Ибаньес (адм. центр — Сакака)
- Антонио-Кихарро (адм. центр — Уюни)
- Бернардино-Бильбао (адм. центр. Арампампа)
- Даниэль-Кампос (адм. центр — Льика)
- Корнелио-Сааведра (адм. центр — Бетансос)
- Модесто-Омисте (адм. центр — Вильясон)
- Рафаэль-Бустильо (адм. центр — Унсия)
- Северный Липес (адм. центр — Кольча-К)
- Северный Чичас (адм. центр — Сантьяго-де-Котагайта)Шахтёры в Потоси
- Томас-Фриас (адм. центр — Потоси)

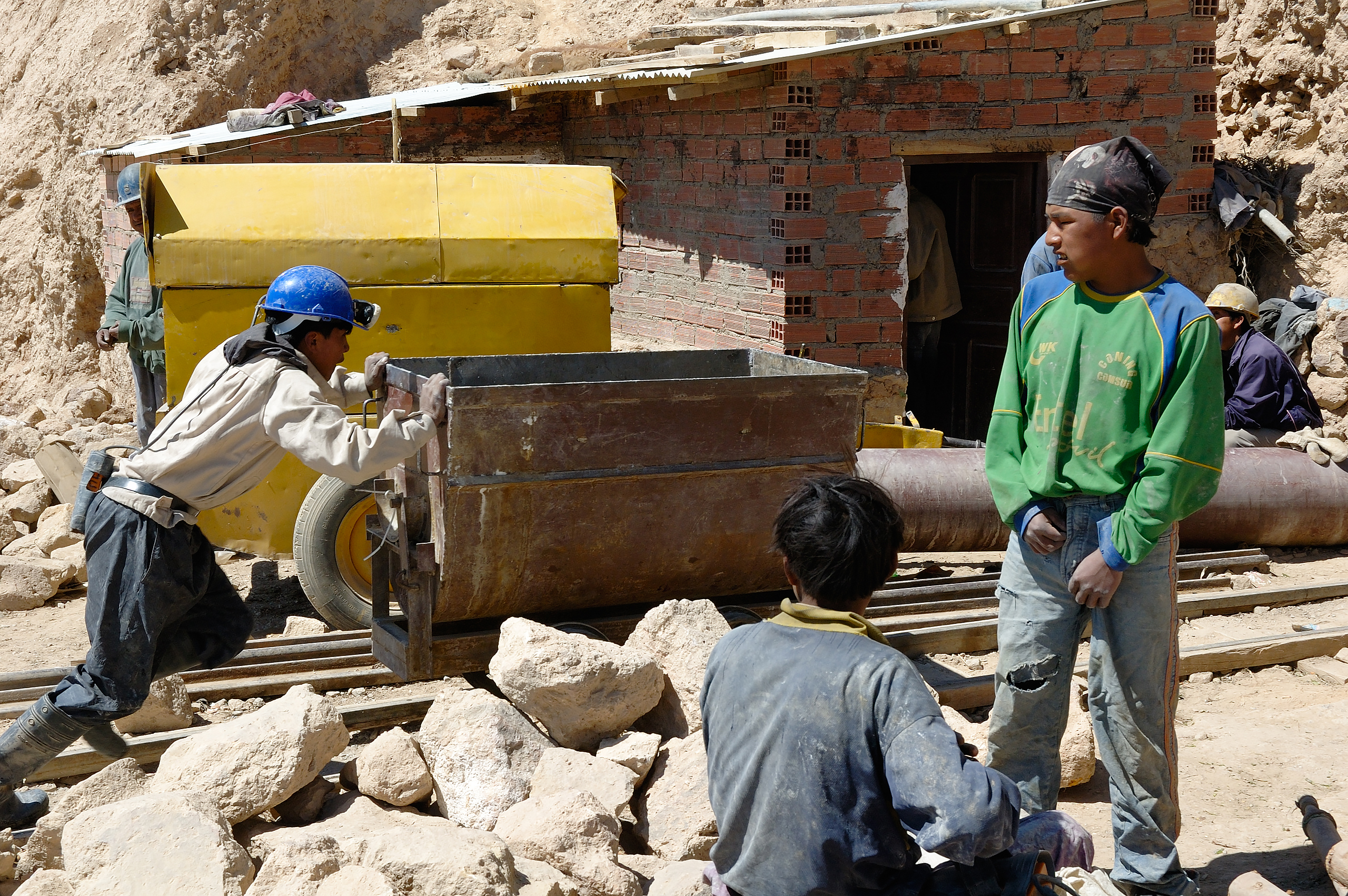
Шахтёры в Потоси

- Хосе-Мария-Линарес (адм. центр — Пуна)
- Чаркас (адм. центр — Сан-Педро-де-Буэна-Виста)
- Чаянта (адм. центр — Колькечака)
- Энрике-Бальдивьесо (адм. центр — Сан-Агустин)
- Южный Липес (адм. центр — Сан-Пабло-де-Липес)

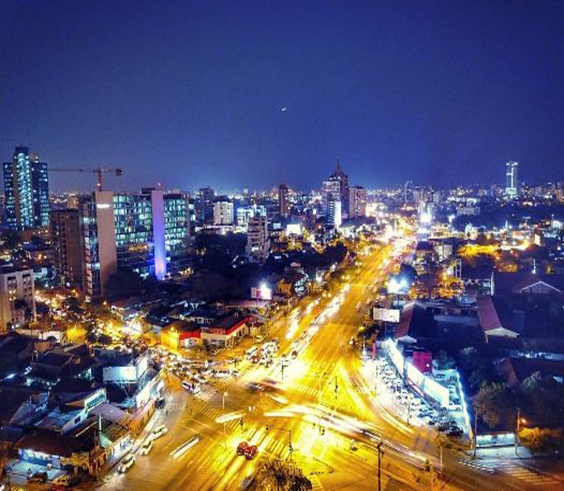
Город Санта-Крус-де-ла-Сьерра ночью

- Южный Чичас (адм. центр — Туписа)

### Департамент Санта-Крус
- Андрес-Ибаньес (адм. центр — Санта-Крус-де-ла-Сьерра)
- Анхель-Сандоваль (адм. центр — Сан-Матиас)
- Вальегранде (адм. центр — Вальегранде)
- Герман-Буш (адм. центр — Пуэрто-Суарес)
- Гуарайос (адм. центр — Ассенсьон-де-Гуарайос)
- Игнасио-Варнес (адм. центр — Варнес)
- Ичило (адм. центр — Буэна-Виста)
- Кордильера (адм. центр — Лагунильяс)
- Мануэль-Мария-Кабальеро (адм. центр — Комарапа)
- Ньюфло-де-Чавес (адм. центр — Консепсьон)
- Обиспо-Сантистеван (адм. центр — Монтеро)
- Сара (адм. центр — Портачуэло)
- Флорида (адм. центр — Самаипата)
- Хосе-Мигель-де-Веласко (адм. центр — Сан-Игнасио-де-Веласко)
- Чикитос (адм. центр — Сан-Хосе-де-Чикитос)

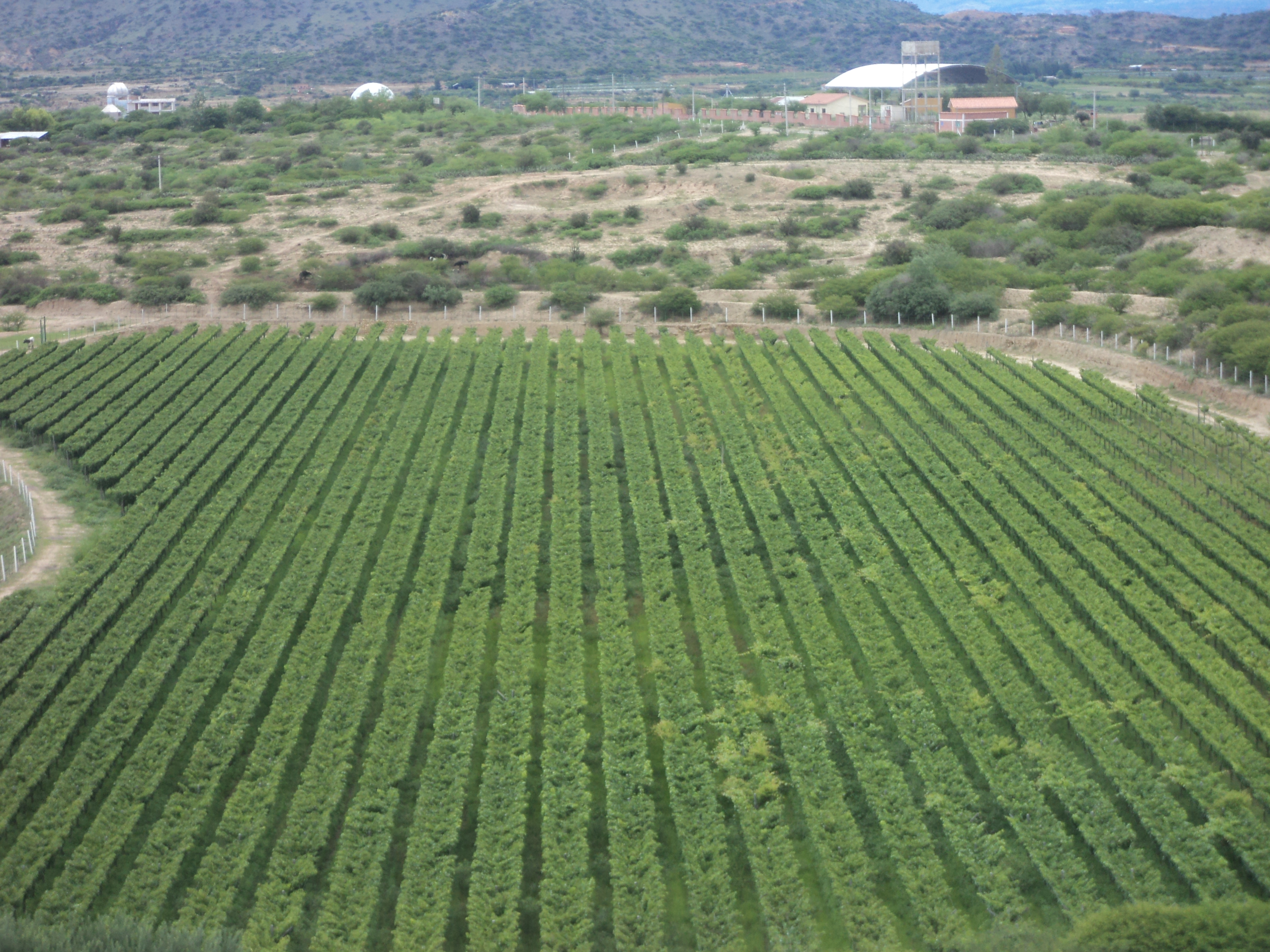
Виноградники в Тарихе

### Департамент Тариха
- Анисето-Арсе (адм. центр — Падкайя)
- Бёрдетт-О’Коннор (адм. центр — Энтре-Риос)
- Гран-Чако (адм. центр — Якуиба)
- Серкадо (адм. центр — Тариха)
- Хосе-Мария-Авилес (адм. центр — Уриондо)
- Эстакио-Мендес (адм. центр — Сан-Лоренсо)

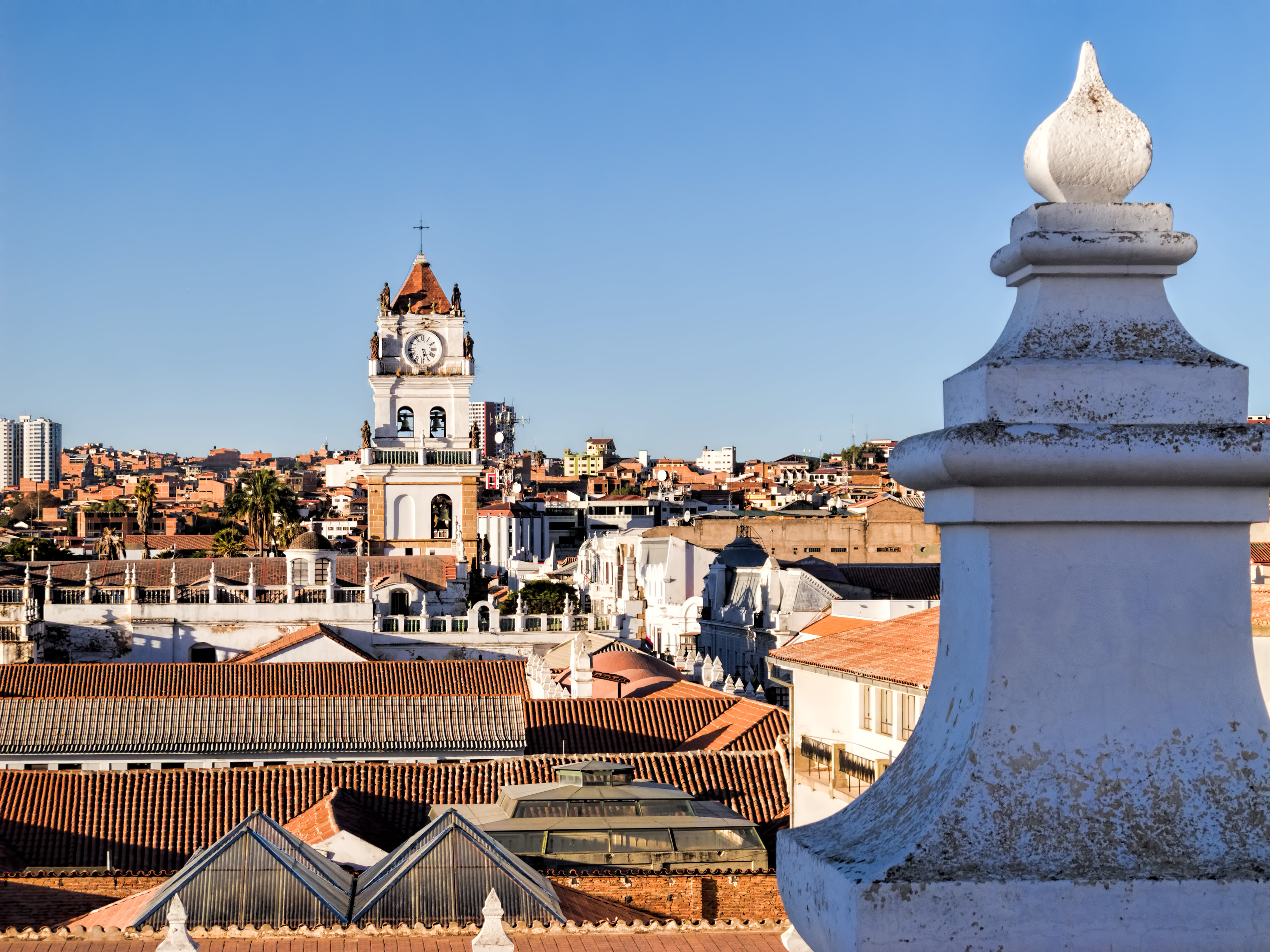
Сукре, конституционная столица Боливии

### Департамент Чукисака
- Асурдуй (адм. центр — Асурдуй)
- Белисарио-Боэто (адм. центр — Вилья-Серрано)
- Луис-Кальво (адм. центр — Вилья-Вака-Гусман)
- Оропеса (адм. центр — Сукре)
- Северный Синти (адм. центр — Камарго)
- Томина (адм. центр — Падилья)
- Хайме-Суданьес (адм. центр — Суданьес)
- Эрнандо-Силес (адм. центр — Монтеагудо)
- Южный Синти (адм. центр — Вилья-Абесия)
- Ямпараэс (адм. центр — Тарабуко)